# Johann Arndt
Johann Arndt (født 27. december 1555 i Ballenstedt, Anhalt, død 11. maj 1621 i Celle) var en tysk præst, teolog og salmedigter, som havde studeret i Wittenberg. Han kaldes ofte for "reformationens reformator" og skrev blandt andet Vier Bücher vom wahren Christentum, Fire bøger om den sande kristendom, som blev oversat til adskillige sprog, deriblandt til dansk flere gange.
Under en alvorlig sygdom i fjortenårsalderen havde Johann Arndt øvet indflydelse på Johann Gerhard (1582–1637) – den lutherske ortodoksis store systembygger – på en sådan måde at denne besluttede sig for at studere og blive en kirkens mand. I 1611 skulle Gerhard komme til at hjælpe sin gamle inspirator til en stilling som Generalsuperintendent i Celle hos den fromme Hertug Christian von Braunschweig-Lüneburg.
De fire bøger om den sande kristendom skulle blive støttepunkt for retninger som lagde mere vægt på en inderligere kristendom, herunder pietismen, der kom til udfoldelse i 1700-tallet, efter et århundrede med passiverende ortodoksi – og stokkemetoder.

"... Hertil er nu først at sige, at pietist måske ikke er det allerværste, man kan være. Pietismen er og bliver den væsentligste fromhedsbevægelse inden for protestantismen, og selv om man i teologihistorien har været tilbøjelig til at overbetone pietismens karakter af radikalt indre brud, så kan man overalt finde flydende overgange mellem pietismen og den lutherske ortodoksi. Således går der en lige linje fra Arndts fire bøger om den sande kristendom fra 1605–10 op til pietismens vækkelsesiver. De fire bøger opfordrer til bøn, giver vejledning i bøn, udgør i grunden én lang øvelse i bøn, "thi uden bøn (skriver Arndt) finder man ikke Gud". Den lutherske fromhedsbevægelses hovedværk er altså ikke en tidsbetinget specialitet i den kristne fromhedstradition, det er bærer af noget af det mest afgørende i denne tradition, for så vidt som man vel kan spørge, om der overhovedet findes sand og levende kristendom uden efterfølgelse og inderlighed, uden kærlighed og bøn. ..." (Erik Skyum-Nielsen i Herrens tjener, versets mester ved omtale af Steffen Arndal: H. A. Brorsons liv og salmedigtning.)